# Галкин, Максим Александрович
Макси́м Алекса́ндрович Га́лкин (род. 18 июня 1976, Наро-Фоминский район, Московская область, РСФСР, СССР) — российский, израильский артист эстрады, пародист, юморист
, шоумен, стендап-комик, актёр, телеведущий «Первого канала» (2000—2008, 2015—2022) и телеканала «Россия-1» (2008—2015), лауреат премии «ТЭФИ» в номинации «Ведущий развлекательной программы» (2017).
Супруг народной артистки СССР, певицы Аллы Пугачёвой с 23 декабря 2011 года.

## Биография

### Происхождение
Родился 18 июня 1976 года в Наро-Фоминском районе Московской области в семье Александра Александровича Галкина (1935—2002) и Натальи Григорьевны Галкиной (в девичестве Прагина, 1941—2004).
Мать — кандидат физико-математических наук, была старшим научным сотрудником Международного института теории прогноза землетрясений и математической геофизики РАН; внучатая племянница математика А. М. Лопшица.
Дед по матери — Григорий Робертович Прагин (1912/1913—1991), инженер-подполковник — во время войны занимался техническим обслуживанием машин. После гибели командира бригады вывел танковую бригаду из окружения с потерей одного танка, был представлен за это к званию Героя Советского Союза, но звезду героя не получил. Кавалер трёх орденов Красной Звезды (1943, 1950, 1954), ордена Красного Знамени (1954), боевых медалей. Войну закончил подполковником, до 70 лет руководил конструкторским бюро.
Отец — генерал-полковник, с 1987 по 1997 год возглавлял Главное автобронетанковое управление Министерства обороны СССР и РФ, с 1998 по 2000 год был депутатом Государственной думы РФ II созыва.
Бабушка по отцу — Наталья Егоровна. Сестра бабушки по отцу — Зинаида Егоровна Брейтенбьюхер — жила в 2004 году в Челябинске.
Дед (отчим отца) — Андрей Поплавский — военный.
Старший брат — Дмитрий Галкин (род. 4 августа 1964), бывший военный, занимается бизнесом, бывший продюсер, один из учредителей продюсерского центра «Центум» в Москве. С 2006 года — президент ООО «Военно-промышленная компания», которая является партнёром государства в области оснащения Вооружённых сил и других военизированных структур бронетехникой и её сервисным обслуживанием.
По словам Максима Галкина, среди его родственников есть представители рода Кузнецовых, основателей фарфорового производства в стране.

### Ранние годы и образование
Мать Максима Галкина дружила с матерью Аллы Борисовны Пугачёвой, они жили по соседству, Алла ещё училась в школе.
В раннем детстве жил с семьёй в Восточной Германии в городе Нора. Однажды в 1979 году, когда Пугачёва была в ГДР, она навестила родителей Максима и поужинала с ними.
Когда Галкину было семь лет, его отец получил воинское звание генерал-майора Советской Армии. Тогда семья жила в Одессе, там Галкин учился в первых трёх классах школы и занимался в детской изостудии. Затем семья переселилась в Бурятию, и до пятого класса Галкин учился в школе № 5 города Улан-Удэ. Жили они в военном городке Сосновый Бор, в 30 км от Улан-Удэ и в 200 км от озера Байкал, на котором Максим часто бывал. Позже семья переехала в Москву.
Галкин рано проявил артистический талант, выступая в самых разных амплуа в школьных спектаклях: играл роли Собаки, Старика-алкоголика, Остапа Бендера, царя Соломона, графа Нулина, дона Карлоса. В средних классах школы активно начал упражняться в пародии: будучи в компаниях, изображал одноклассников, учителей и даже директора школы. В шестом классе у Галкина состоялся первый творческий вечер: он устроил кукольное представление, во время которого говорил разными голосами.
В 1993 году окончил московскую гимназию на Юго-Западе № 1543 и поступил в Российский государственный гуманитарный университет на факультет лингвистики, который окончил в 1998 году. После этого поступил в аспирантуру, где работал над кандидатской диссертацией по теме «Соотношение стилистических систем оригинального и переводного текстов», в которой предполагалось рассмотреть переводы на русский язык трагедии Гёте «Фауст» и сделать анализ их стилистических различий. В 2009 году ушёл из аспирантуры.

### Карьера

#### Эстрада
Артистический дебют Галкина состоялся в апреле 1994 года: он выступил в спектакле Студенческого театра МГУ «Фонтаны любви к ближнему». Позже принимал участие в спектакле «Кабаре 03». В июне 1994 года в Театре эстрады участвовал в программе «Дебюты, дебюты, дебюты», где в числе пародий исполнял «речи» Жириновского и Ельцина. С тех пор артистическая карьера пошла в гору. Так, на одном из концертов его заметил Борис Брунов и пригласил в свой Театр Эстрады. Сначала Галкин выступал там, затем полтора года гастролировал с Михаилом Задорновым, который называл Максима своим «преемником».
В 2000 году Галкин вместе с Лановым, Харатьяном, Березиным и другими артистами посетил Чечню, где выступил перед российскими солдатами.
В январе 2001 года получил грант премии «Триумф».
В апреле 2001 года получил премию «Золотой Остап» в Санкт-Петербурге.
В июле 2001 года состоялся первый сольный концерт Галкина на фестивале «Славянский базар в Витебске». С этого момента сольные выступления артиста становятся регулярными.
С октября 2001 года Максим попробовал себя в новом амплуа — он начал петь. Его первым вокальным опытом стала песня «Будь или не будь», которую он исполнил дуэтом с Аллой Пугачёвой. Впоследствии Галкин выступал и снимался с ней в передаче «Новогодняя ночь на Первом канале» и в «Рождественских встречах».

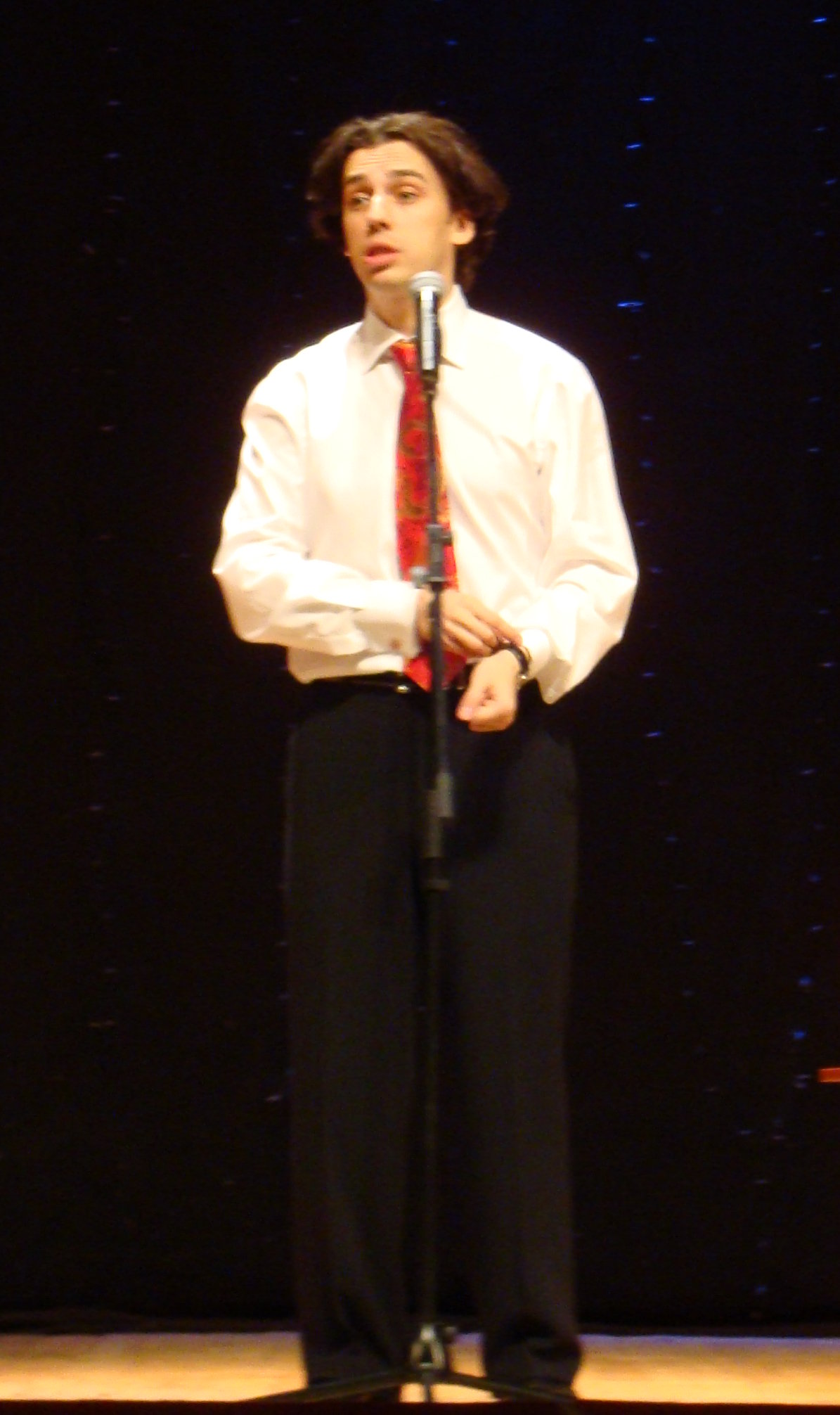
Во время концерта в Реутове, 2009 год

7 октября и 27 декабря 2001 года состоялись сольные концерты в Театре эстрады.
2002 — сольный концерт «Улыбайтесь, господа!» в концертном зале «Россия».
2002 — два концерта «А мне — 26!» в Государственном Кремлёвском дворце. Этот концерт вышел 31 декабря 2002 года на «Первом канале».
2003 — третий концерт — «Не последний герой». Этот концерт вышел 31 декабря 2003 года на «Первом канале», в поздние годы несколько раз транслировался в повторах на том же канале.
2004 — четвёртый сольный концерт «Новогодний вечер с Максимом Галкиным».
2007 — состоялся пятый сольный телеконцерт «Мы снова вместе». Премьера телеверсии состоялась: на Украине — на телеканале «Интер» в 2008 году, в России — на телеканале «Россия» в 2009 году (вышел под названием «Весеннее обострение»). В России был показан лишь в сокращённом варианте, нежели на «Интере» (вырезан номер «Политическая поэма», в связи с выборами президента России в 2008 году, внесены поправки в номер «Красная Шапочка на велосипеде»).
В 2012 году состоялся шестой сольный концерт Галкина, который был показан на телеканале «Россия-1» 8 марта, а в 2016 году седьмой сольный концерт «25 лет на сцене», который был показан на «Первом канале» 20 января 2017 года.
Ноябрь 2019 — большой сольный концерт (был показан на «Первом канале» 5 апреля 2020 года).

#### Телевидение
В декабре 2000 года на телеканале ОРТ был показан документальный фильм к 55-летию Геннадия Хазанова, что стало первым опытом Максима Галкина в качестве ведущего в кадре.
С 19 февраля 2001 года стал вторым ведущим телеигры «Кто хочет стать миллионером?» на телеканале ОРТ (впоследствии переименованном в «Первый канал») (ранее выходила на НТВ с Дмитрием Дибровым под названием «О, счастливчик!»). Вёл эту программу до 13 сентября 2008 года.
В 2001—2005 годах участвовал в выпусках телепрограммы «Аншлаг».
24 декабря 2002 года провёл новогодний выпуск телеигры «Русская рулетка».
30 декабря 2002 года провёл второй тур в новогоднем выпуске капитал-шоу «Поле чудес».
С октября 2004 по декабрь 2007 года — постоянный ведущий музыкального фестиваля «Новые песни о главном» («Первый канал»). До 2006 года он ведёт этот проект в паре с заслуженной артисткой России, певицей Валерией, позже — с Ингеборгой Дапкунайте.
В 2007—2008 годах был соведущим во втором сезоне телепроекта «Первого канала» «Две звезды» в паре с Аллой Пугачёвой. Также был автором и ведущим новогодних программ на «Первом канале».
В сентябре 2008 года перешёл на телеканал «Россия» (впоследствии — «Россия-1»).

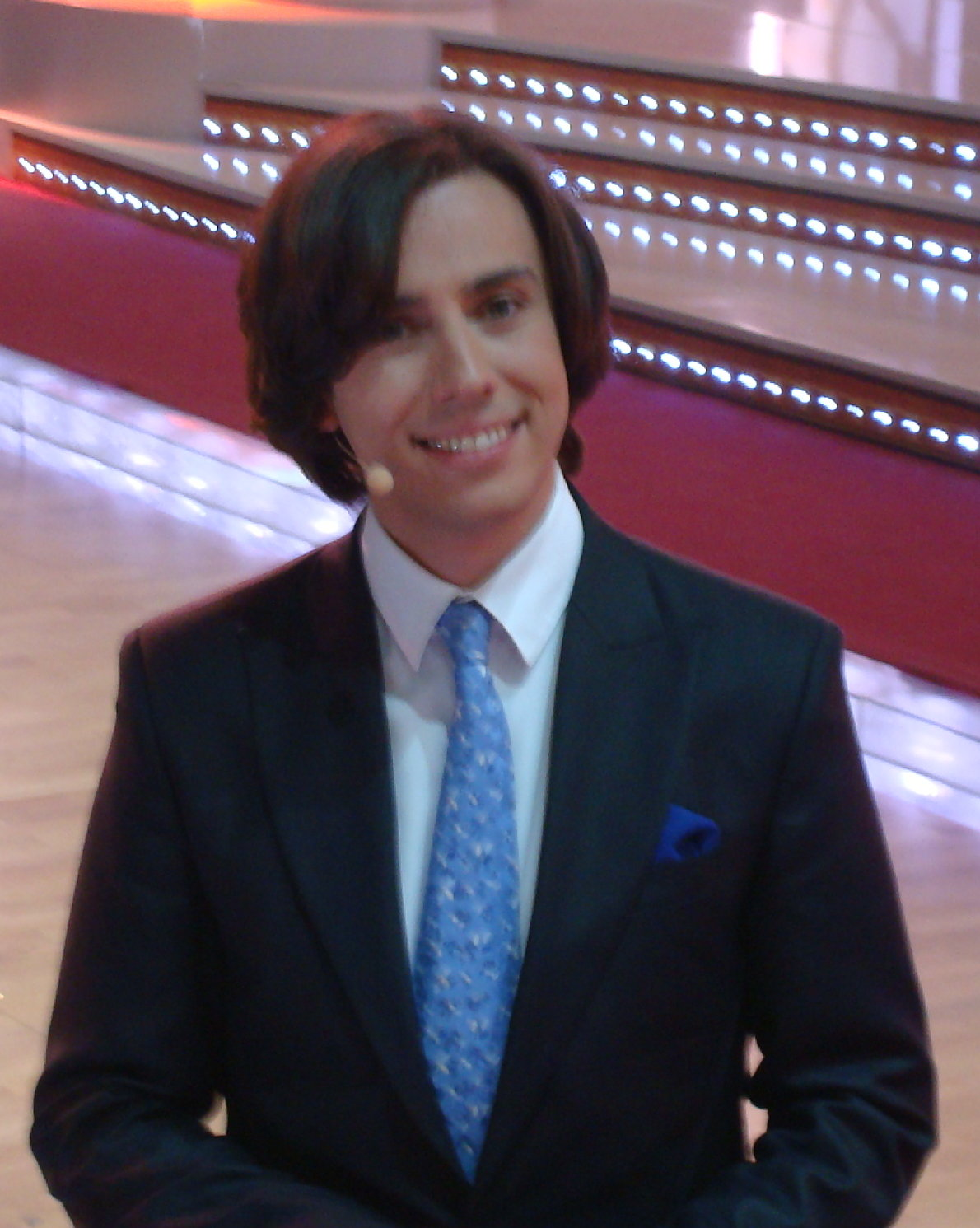
Во время съёмок программы «Танцы со звёздами», 2010 год

В 2008 году был ведущим шоу «Звёздный лёд», а с 2009 по 2015 год вёл шоу «Танцы со звёздами» на телеканале «Россия-1».
С 2009 по 2012 год его образ пародировался в передаче «Мульт личности», выходившей на «Первом канале».
Автор и ведущий программ «Новогодний парад звёзд» на телеканале «Россия-1»: в 2008 году в паре с Николаем Басковым, в 2009 году — с Аллой Пугачёвой, в 2010 году — один, в 2011 году, 1 и 2 января 2014 года — с Владимиром Зеленским, а в 2012 и 2013 годах — с Филиппом Киркоровым.
С января по август 2010 года — главный участник шоу «Кто хочет стать Максимом Галкиным?» на телеканале «Россия-1». С сентября 2010 по июнь 2014 года — ведущий программы «Десять миллионов». В 2010 и 2011 годах вёл «Стиляги-шоу». В 2011 году вёл телепередачу «Добрый вечер с Максимом» и был соведущим Аллы Пугачёвой в программе «Утренняя почта» на украинском телеканале «Интер».
С 6 мая по июль 2012 года — член жюри (с Владимиром Зеленским) программы «Рассмеши комика» (российская версия). Со 2 марта 2014 года — член жюри пародийного шоу «Один в один!».
В 2014 году — ведущий открытия конкурса «Пять звёзд» в Ялте (Крым) и член альтернативного жюри вместе с Джахан Поллыевой.
В 2012—2019 годах — ведущий Премии Муз-ТВ.
В сентябре 2015 года вернулся на «Первый канал».
С 20 сентября 2015 по 1 января 2016 года — участник нового сезона шоу перевоплощений «Точь-в-точь». Перевоплощался в Шарля Азнавура, Стаса Михайлова, Анну Герман, Тилля Линдеманна, Митхуна Чакраборти, Марию Каллас, Бориса Гребенщикова, Александра Вертинского, Гару, Даниэля Лавуа и Патрика Фьори, Николая Воронова, Аллу Пугачёву и Фёдора Шаляпина. По итогам конкурса стал победителем (наравне с Евгением Дятловым), набрав 273 балла. Также получил приз зрительских симпатий.
С 21 мая 2016 по 2 января 2017 года — ведущий юмористического шоу «МаксимМаксим».
С 6 ноября 2016 по 16 января 2022 года — ведущий детского шоу талантов «Лучше всех». В декабре 2023 года его заменила Жанна Бадоева.
18 февраля 2017 года вновь появился в качестве ведущего «Кто хочет стать миллионером?» на один выпуск, через каждые два вопроса меняясь местами с Дмитрием Дибровым.
С 26 августа 2017 по 12 февраля 2022 года — ведущий программы «Сегодня вечером» вместо Андрея Малахова (изначально, до 21 марта 2020 года — в паре с Юлией Меньшовой, с 7 мая 2022 года в передаче его заменил Николай Цискаридзе).
С 29 октября 2017 по 15 июля 2019 года — ведущий шоу талантов для пенсионеров «Старше всех!».
С 4 февраля по 19 августа 2018 года — ведущий реалити-шоу «Звёзды под гипнозом».

#### Интернет
Ведёт собственную страницу в Instagram. С 12 декабря 2019 года по 7 января 2022 года — ведущий развлекательного интернет-шоу «Музыкалити» на YouTube-канале «Gazgolder». На 2020 год имеет более 8 млн подписчиков.
В феврале 2020 года запустил свой YouTube-канал Максим Галкин Life, на котором размещает сюжеты из своей жизни и жизни своих детей. С декабря 2020 года ещё один канал, на котором размещал пародии.
В мае 2020 года записал в Instagram видео с пародией на совещание по борьбе с коронавирусом с участием Президента Российской Федерации В. В. Путина и мэра Москвы С. С. Собянина. Ряд написавших об этом событии российских СМИ (издания Rambler Group (Lenta.ru, Gazeta.ru, «Рамблер»), «Московский комсомолец», агентство Regnum и сайт телеканала «360°») впоследствии удалили написанные материалы, по данным издания The Bell, причиной этого стали недовольные звонки чиновников из Правительства Москвы и Администрации Президента Российской Федерации.

### Личная жизнь
Жена — Алла Пугачёва (род. 1949), советская и российская эстрадная певица, народная артистка СССР (1991). Старше супруга на 27 лет. Брак зарегистрирован 23 декабря 2011 года. С 2005 года жили вместе, Пугачёва заявила, что они начали встречаться с 2001 года, к десятилетию их отношений телеканал НТВ подготовил фильмы «Алла+Максим. Исповедь любви» и «Алла и Максим. Всё продолжается!». 24 декабря 2011 года сыграли свадьбу. В ноябре 2017 года обвенчались в Михайло-Архангельском храме села Бушарино Одинцовского района Московской области.
Дети — дочь Елизавета и сын Гарри (двойня), рождённые 18 сентября 2013 года суррогатной матерью. Сестра родилась на несколько минут раньше. С 1 сентября 2020 года учащиеся Первой Московской гимназии.
После скандала с результатами финального голосования шестого сезона телепроекта «Голос. Дети» Галкин заявил, что его дети никогда не будут участвовать ни в каких конкурсах.

## Взгляды и позиция по общественно-политическим темам
В 2000 году посетил Чечню, где выступил перед российскими солдатами.
В 2014 году был ведущим открытия конкурса «Пять звёзд» в Ялте (Крым) и членом альтернативного жюри вместе с Джахан Поллыевой. Некоторыми[кем?] приезд Галкина на конкурс был воспринят, как поддержка аннексии Крыма Россией. В связи с этим СБУ включило артиста в «черный список».
Высказывал отрицательное мнение по поводу принятия законов о запрете «пропаганды гомосексуализма», сравнивая их с «охотой на ведьм», устраиваемой ради политического пиара и отвлечения общества от более серьёзных проблем. При этом он не считает необходимой легализацию однополых браков и усыновлений из-за возможной негативной реакции общества.
Назвал «чудовищным» и «циничным» закон, запрещающий гражданам США усыновлять российских детей-сирот и добавил, что в России с советских времён власти привыкли не признавать своих ошибок и неправоты, считая это проявлением слабости.
В 2012—2014 годах выступал в качестве колумниста в газете «Комсомольская правда» — за это время в издании было опубликовано около 35 его заметок. В одной из них, оценивая личность и деятельность И. В. Сталина, артист отметил, что тот «был кровавым диктатором, который планомерно и масштабно истреблял свой многонациональный народ, и никакие реальные заслуги не могут искупить его злодейств».
В 2012 году критично отзывался об оппозиционных политиках Сергее Удальцове и Алексее Навальном, однако в сентябре 2017 года в интервью изданию «Meduza» положительно оценил вклад последнего в борьбу с коррупцией. Впрочем, в том же интервью он язвительно отметил: «Для меня оказалось очень показательным его интервью Ксении Собчак. Надо сказать, Навальный очень убедительно звучит, пока не доходит до Ксении Собчак. Он уже дважды до неё доходил — и дважды неудачно».
В 2020 году назвал «похабенью» и «заказным шлаком» телепередачу «Международная пилорама» на канале НТВ, в которой ведущий Тигран Кеосаян обсуждал Алексея Навального и его отравление.
В 2020 году спародировал президента Украины Владимира Зеленского. Он пошутил на тему сформулированных Зеленским «пяти важных вопросов», на которые жителям Украины предстояло ответить на местных выборах.
3 ноября 2021 года по представлению Службы безопасности Украины был внесён Министерством культуры и информационной политики Украины в список лиц, угрожающих национальной безопасности.
2022 год
В феврале 2022 года выступил против вторжения России на Украину — «Не может быть оправданий войне! Нет войне!». В марте 2022 года вместе с супругой и детьми уехал из страны в Кесарию (Израиль). В апреле выступил с критикой действий России на Украине и сообщил о переводе части денег, заработанных на концертах в Израиле, в фонд помощи украинским беженцам. После антивоенных выступлений лишился всех рекламных контрактов и концертов в России, а «Первый канал» не пригласил его на съёмки новых выпусков программы «Сегодня вечером», которую он вёл с 2017 года. Его заменил артист балета Николай Цискаридзе. В мае 2022 года СМИ сообщили о продаже семьёй замка в подмосковной деревне Грязь.

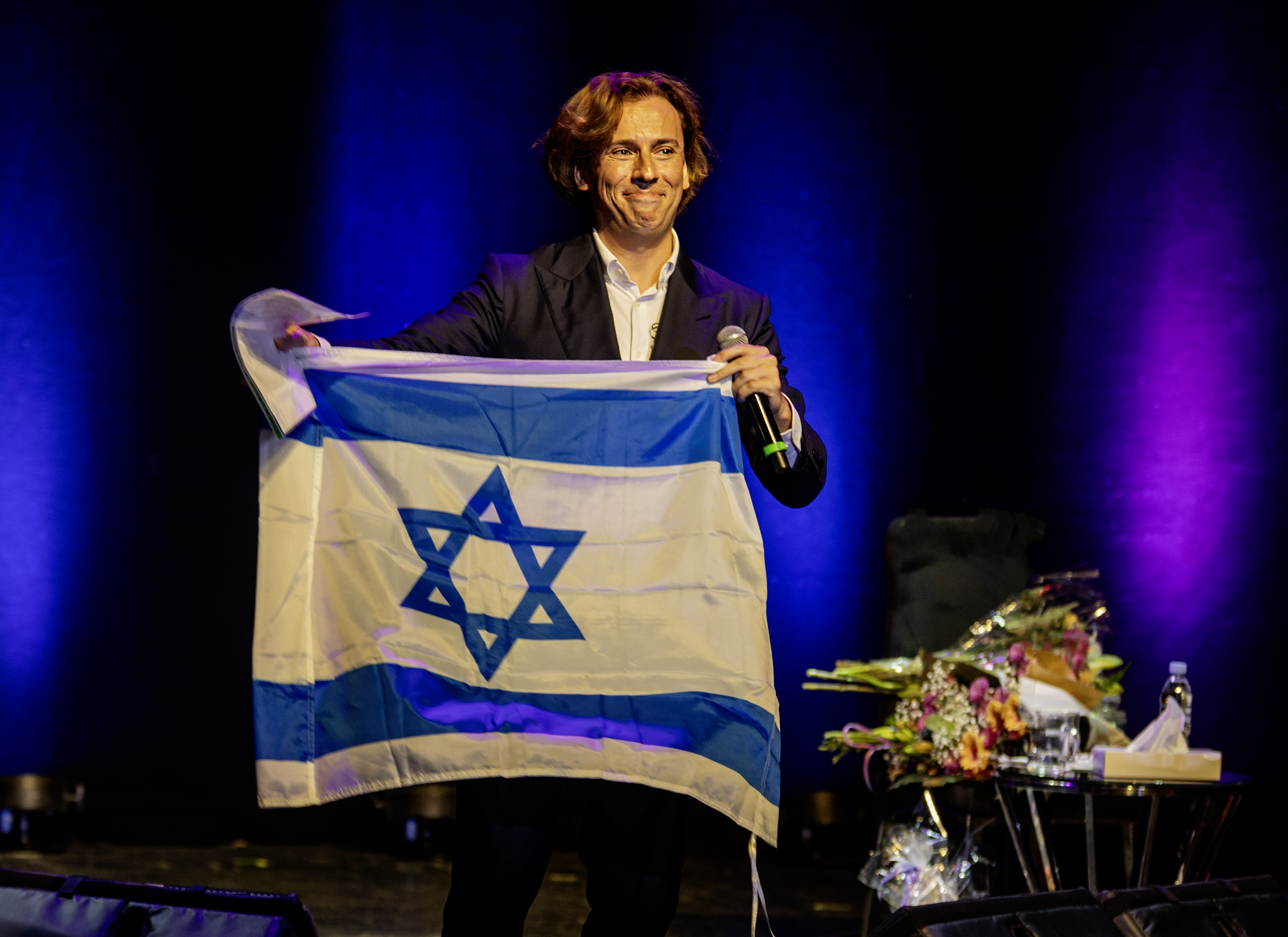
Максим Галкин. Выступление в Иерусалиме. 2024

В июне 2022 года был исключён из списка лиц, угрожающих национальной безопасности Украины.
16 сентября 2022 года Минюст России включил в список физических лиц — «иностранных агентов», за «получение финансирования от Украины при „осуществлении политической деятельности“». В мае 2023 года подал иск к Министерству юстиции России с требованием снять с него статус иностранного агента, но в иске было отказано.
2023 год
В начале октября 2023 года, после вторжения палестинского ХАМАС в Израиль, на своей странице в Инстаграме выступил в поддержку Израиля. Галкин также сказал, что у него с Пугачёвой есть «европейские паспорта» и возможность «жить в одной из 27 прекрасных цивилизованных европейских стран без проблем хоть завтра», однако они выбрали Израиль, «потому что я очень люблю эту страну» и «даже не рассматривали возможность куда-то уехать». Кроме того, разъяснил, что если бы имел опыт и «какие-то основания», то с оружием в руках защищал бы Израиль, но, поскольку он не служил в израильской армии, намерен быть полезным в тылу.

## Мнения
В 2007 году журналист газеты «Труд» Сергей Беднов охарактеризовал Галкина как самовлюблённого шоумена, постоянно эксплуатирующего одни и те же образы:

Разве похож нынешний самовлюблённый Галкин, бесконечно эксплуатирующий одни и те же, порядком поднадоевшие образы и приёмы, на того блистательного и абсолютно искреннего юношу, каким он появился на эстраде на рубеже веков? Странно смотреть на хохочущего в студии Пьера Ришара, когда Максим в тысячный раз пародирует Хакамаду или Новодворскую.

Схожего мнения придерживался журналист Владимир Кара-Мурза-старший, критиковавший пародиста за его несмелость и беззубый характер номеров:

И как пародист Галкин не растёт, и как юморист отстал от времени — не сравнить со Жванецким. Хотя парень талантливый. Видно, стоят у него какие-то внутренние тормоза, ограничения: о чём хочется шутить — шутить нельзя, о чём можно — о том не хочется. А надо.

В 2023 году певица Лайма Вайкуле в интервью телеканалу «24 канал» отметила, что Галкин является умным, талантливым и неординарным человеком, который знает много языков, образованный, умеет сочувствовать, у которого прекрасные дети и которых он прекрасно воспитывает.

## Работы

### Дискография
1. 2002 — «Улыбайтесь, господа!». Концерт (DVD)
2. 2002 — «Это — любовь!». Совместный с Аллой Пугачёвой сплит-сингл (CD)
3. 2002 — «А мне 26», как ответ на концертную программу Николая Баскова «Мне 25». Концерт (DVD)
4. 2003 — «НЕпоследний герой». Концерт (DVD)
5. 2005 — «Кто хочет стать миллионером?». Интерактивная игра для DVD-плееров
6. 2006 — «Максим Галкин. Классика юмора». Лучшие эстрадные номера (CD)
7. 2007 — «Максим Галкин. Лучшее». Три ранее выпущенных сольных концерта в одном боксе (3DVD)

### Фильмография
| Год  |    | Название                                  | Роль                                                          |
| ---- | -- | ----------------------------------------- | ------------------------------------------------------------- |
| 2001 | с  | Кышкин дом                                | пародист                                                      |
| 2001 | тф | Ералаш                                    | учитель-практикант, выпуск № 155 («Студент»)                  |
| 2003 | ф  | Благословите женщину                      | партнёр Куниной                                               |
| 2003 | тф | За двумя зайцами                          | Алексей Чижов (Лёша Чиж)                                      |
| 2004 | тф | Ералаш                                    | Александр Сергеевич Пушкин, выпуск № 179 («Я памятник себе…») |
| 2005 | тф | Первый скорый                             | конферансье                                                   |
| 2006 | тф | Первый дома                               | конферансье                                                   |
| 2010 | тф | Марковна. Перезагрузка                    | камео                                                         |
| 2015 | с  | Всё могут короли                          | Миша Николаев / Майкл Каннингем                               |
| 2021 | с  | Вампиры средней полосы (новогодняя серия) | артист эстрады, вампир Максимилиан                            |

### Озвучивание мультфильмов
- «Клара, Дора. 2 бешеные бабки» (2004) — все женские персонажи, кроме Клары и Доры
- «Пришельцы в доме» (2018) — инопланетяне Мог, Наг и Вабо (дубляж)[104]
- «Большое путешествие» (2019) — кролик Оскар

### В рекламе
- 2019 — Букмекерская контора «ЛЕОН»[105].
- 2020 — AliExpress Россия (пародия на песню «Dragostea Din Tei» группы «O-Zone»). Позже реклама стала интернет-мемом[106].
- 2021 — Burger King.

## Награды
- Орден Дружбы (2006 год) — за большой вклад в развитие отечественного телерадиовещания и многолетнюю плодотворную деятельность[107].
- Орден Почёта Кузбасса (2013 год) — за многолетнюю творческую деятельность и личный вклад в развитие эстрадного искусства[108]. Лишён в 2023 году «в связи с совершением проступка, порочащего его как награждённого»[109], а именно за то, что на концерте в Дубае высказал фразу «Героям слава»[110].
- Медаль «За веру и добро» (2004 год)[111].
- Премия «ТЭФИ» в номинации «Ведущий развлекательной программы» (2017 год) — за детское шоу талантов «Лучше всех!»[112].